# 2002 en jeu vidéo
 (août 2017).
Si vous disposez d'ouvrages ou d'articles de référence ou si vous connaissez des sites web de qualité traitant du thème abordé ici, merci de compléter l'article en donnant les références utiles à sa vérifiabilité et en les liant à la section « Notes et références ».
Cet article présente les faits marquants de l'année 2002 concernant le jeu vidéo.

## Événements
- 14 mars : lancement de la Xbox en Europe.
- 14 mars : lancement en Europe du jeu Halo: Combat Evolved sur Xbox.
- 22 mars : Les Sims dépasse le nombre de ventes de Myst avec 6,3 millions d'exemplaires écoulés, devenant le jeu le plus vendu au monde.
- 24 mars : le mannequin néerlandais Jill de Jong est choisie pour représenter le nouveau visage de Lara Croft.
- 3 mai : sortie de la GameCube en Europe.
- 30 mai : Hiroshi Yamauchi quitte son poste de président de Nintendo, poste qu'il occupait depuis 1949.
- Fondation de Big Fish Games par Paul Thelen.
- décembre : Microsoft rachète Rareware à Nintendo.

## Principales sorties de jeux

### Japon
| 7 mars      | Onimusha 2: Samurai's Destiny       | PlayStation 2    |
| 28 mars     | Kingdom Hearts                      | PlayStation 2    |
| 28 mars     | Tekken 4                            | PlayStation 2    |
| 31 mai      | Klonoa Beach Volleyball             | PlayStation      |
| 19 juillet  | Super Mario Sunshine                | GameCube         |
| 21 novembre | Pokémon Rubis et Saphir             | Game Boy Advance |
| 13 décembre | The Legend of Zelda: The Wind Waker | GameCube         |

### États-Unis
| 22 janvier   | Medal of Honor : Débarquement allié   | Windows                                |  |
| 11 février   | Maximo: Ghosts to Glory               | PlayStation 2                          |  |
| 4 mars       | Tony Hawk's Pro Skater 3              | GBA, Xbox                              |  |
| 25 mars      | Global Operations                     | Windows                                |  |
| 26 mars      | Star Wars Jedi Knight 2: Jedi Outcast | Windows                                |  |
| 28 mars      | Tony Hawk's Pro Skater 3              | Windows                                |  |
| 31 mars      | Dungeon Siege                         | Windows                                |  |
| 30 avril     | Resident Evil                         | GameCube                               |  |
| 2 mai        | The Elder Scrolls III: Morrowind      | Windows                                |  |
| 20 mai       | Grand Theft Auto III                  | Windows                                |  |
| 20 mai       | Soldier of Fortune II: Double Helix   | Windows                                |  |
| 28 mai       | Medal of Honor : En première ligne    | PlayStation 2                          |  |
| 1er juin     | The House of the Dead III             | Arcade                                 |  |
| 6 juin       | The Elder Scrolls III: Morrowind      | Xbox                                   |  |
| 16 juin      | Neverwinter Nights                    | Windows                                |  |
| 3 juillet    | Warcraft III: Reign of Chaos          | Windows                                |  |
| 13 août      | Aliens versus Predator 2: Primal Hunt | Windows                                |  |
| 19 août      | Medieval: Total War                   | Windows                                |  |
| 25 août      | Super Mario Sunshine                  | GameCube                               |  |
| 25 août      | Super Monkey Ball 2                   | GameCube                               |  |
| 27 août      | SOCOM: US Navy Seals                  | PlayStation 2                          |  |
| 29 août      | Mafia: The City of Lost Heaven        | Windows                                |  |
| 4 septembre  | Icewind Dale II                       | Windows                                |  |
| 10 septembre | Battlefield 1942                      | Windows                                |  |
| 15 septembre | Animal Crossing                       | GameCube                               |  |
| 17 septembre | Kingdom Hearts                        | PlayStation 2                          |  |
| 23 septembre | Tekken 4                              | PlayStation 2                          |  |
| 23 septembre | Star Fox Adventures                   | GameCube                               |  |
| 24 septembre | Unreal Championship                   | Xbox                                   |  |
| 30 septembre | Burnout 2: Point of Impact            | PlayStation 2                          |  |
| 30 septembre | Unreal Tournament 2003                | Windows                                |  |
| 1er octobre  | Hitman 2: Silent Assassin             | GameCube, Windows, PlayStation 2, Xbox |  |
| 9 octobre    | TimeSplitters 2                       | PlayStation 2                          |  |
| 15 octobre   | Red Faction II                        | PlayStation 2                          |  |
| 16 octobre   | TimeSplitters 2                       | GameCube, Xbox                         |  |
| 22 octobre   | Baldur's Gate: Dark Alliance          | Xbox                                   |  |
| 23 octobre   | Tony Hawk's Pro Skater 4              | GameCube, PlayStation 2, Xbox          |  |
| 27 octobre   | Grand Theft Auto: Vice City           | PlayStation 2                          |  |
| 28 octobre   | Tony Hawk's Pro Skater 4              | Game Boy Advance                       |  |
| 1er novembre | Age of Mythology                      | Windows                                |  |
| 4 novembre   | Metal Gear Solid 2: Sons of Liberty   | Xbox                                   |  |
| 4 novembre   | Ratchet and Clank                     | PlayStation 2                          |  |
| 6 novembre   | The Elder Scrolls III: Tribunal       | Windows                                |  |
| 10 novembre  | Medal of Honor : En première ligne    | GameCube, Xbox                         |  |
| 10 novembre  | Resident Evil Zero                    | GameCube                               |  |
| 10 novembre  | Serious Sam                           | Xbox                                   |  |
| 11 novembre  | MechAssault                           | Xbox                                   |  |
| 15 novembre  | Metroid Prime                         | GameCube                               |  |
| 18 novembre  | Baldur's Gate: Dark Alliance          | GameCube                               |  |
| 18 novembre  | Tom Clancy's Splinter Cell            | Xbox                                   |  |
| 18 novembre  | Star Wars Jedi Knight 2: Jedi Outcast | GameCube, Xbox                         |  |
| 20 novembre  | Mortal Kombat: Deadly Alliance        | PlayStation 2                          |  |

### Europe
| 8 mars      | Metal Gear Solid 2: Sons of Liberty | PlayStation 2 | Europe |
| 14 mars     | Jet Set Radio Future                | Xbox          | France |
| 14 mars     | Halo: Combat Evolved                | Xbox          | France |
| 2 mai       | Morrowind                           | Windows       | -      |
| 3 mai       | Super Monkey Ball                   | GameCube      | France |
| 3 mai       | Sonic Adventure 2 Battle            | GameCube      | France |
| 24 mai      | Super Smash Bros. Melee             | GameCube      | Europe |
| 25 octobre  | Rollercoaster Tycoon 2              | Windows       | -      |
| 20 novembre | Kingdom Hearts                      | PlayStation 2 | Europe |
| 28 novembre | Tom Clancy's Splinter Cell          | Xbox          | France |

## Meilleures ventes

### Vente de jeux sur console au Japon
| Classement | Titre                          | Support          | Nombre d'unités |
| 1          | Pokémon Rubis et Saphir        | Game Boy Advance | 3 197 762       |
| 2          | Winning Eleven 6               | PlayStation 2    | 1 115 707       |
| 3          | Onimusha 2: Samurai's Destiny  | PlayStation 2    | 1 002 968       |
| 4          | Kingdom Hearts                 | PlayStation 2    | 838 323         |
| 5          | Shin Sangoku Musou 2 Mushouden | PlayStation 2    | 688 655         |
| 6          | Mario Party 4                  | GameCube         | 677 890         |
| 7          | Super Mario Sunshine           | GameCube         | 677 440         |
| 8          | Tales of Destiny 2             | PlayStation 2    | 662 699         |
| 9          | Super Robot Taisen Impact      | PlayStation 2    | 632 536         |
| 10         | One Piece: Grand Battle! 2     | PlayStation      | 545 506         |

### Vente de jeux aux États-Unis
| Rang | Titre                              | Support  | Producteur      |
| ---- | ---------------------------------- | -------- | --------------- |
| 1    | Grand Theft Auto: Vice City        | PS2      | Rockstar Games  |
| 2    | Grand Theft Auto III               | PS2      | Rockstar Games  |
| 3    | Madden NFL 2003                    | PS2      | Electronic Arts |
| 4    | Super Mario Advance 2              | GBA      | Nintendo        |
| 5    | Gran Turismo 3: A-Spec             | PS2      | Sony            |
| 6    | Medal of Honor : En première ligne | PS2      | Electronic Arts |
| 7    | Spider-Man                         | PS2      | Activision      |
| 8    | Kingdom Hearts                     | PS2      | Squaresoft      |
| 9    | Halo: Combat Evolved               | Xbox     | Microsoft       |
| 10   | Super Mario Sunshine               | GameCube | Nintendo        |

## Récompenses
- Voir E3 2002
- Will Wright est récompensé par le AIAS Hall of Fame